# Экономический факультет Санкт-Петербургского государственного университета
Экономи́ческий факульте́т Санкт-Петербу́ргского госуда́рственного университе́та ведёт свою историю с 1819 года, когда была организована кафедра политической экономии и статистики.

## История
Преподавание экономической теории и статистики началось в Петербургском университете в 1819 году. Тон в их преподавании задавал профессор М. А. Балугьянский. Наряду с ним эти курсы читали профессора М. Г. Плисов (политическая экономия), К. Ф. Герман и К. И. Арсеньев (статистика).
Кафедра политической экономии, которая первоначально (по уставу 1835 года) находилась на историко-филологическом факультете, в 1843 году в связи с развитием камеральных (финансово-хозяйственных) наук была передана на юридический факультет. Однако изучение финансово-хозяйственных проблем приобрело такой уклон, что в 1860 году камеральный цикл был преобразован в административный. С 1835 года кафедру политической экономии возглавлял В. С. Порошин, сменивший Н. П. Бутырского (1826—1835). В дальнейшем здесь преподавали известные российские экономисты И. Я. Горлов, Э. Р. Вреден, Ю. Э. Янсон, И. И. Кауфман, А. И. Чупров, П. И. Георгиевский, А. А. Исаев, М. И. Туган-Барановский.
В 1919—1920 учебном году был создан факультет общественных наук — ФОН (в составе экономического, правового, общественно-педагогического (история), этнолого-лингвистического и литературно-художественного отделений). Его выпускниками были будущие деканы экономического факультета А. А. Вознесенский и В. В. Рейхардт. В 1921—1924 годах на нём учился В. В. Леонтьев, ставший впоследствии лауреатом Нобелевской премии по экономике. ФОН просуществовал до 1924—1925 учебного года, когда экономическое отделение, в частности, было передано на экономический факультет Политехнического института. Из состава университетских кафедр исчезла и кафедра статистики.
Во втором семестре 1938—1939 учебного года по инициативе А. А. Вознесенского и группы студентов исторического факультета, переведённых из недолго существовавшего Ленинградского института философии и лингвистики, который имел (среди других) экономический уклон, было создано небольшое политико-экономическое отделение исторического факультета Ленинградского университета (заведующий отделением — А. А. Вознесенский). На базе этого отделения Приказом ректора университета П. В. Золотухина № 80 от 23.06.40 с 1 сентября 1940 года был организован политико-экономический факультет.
К 1941 году на факультете функционировали две кафедры: политической экономии (заведующий профессор А. А. Вознесенский) и конкретных экономик (заведующий профессор Я. С. Розенфельд). Несмотря на блокаду, бомбёжки и артиллерийские обстрелы, работа в учебных аудиториях продолжалась вплоть до начала зимних каникул. В марте 1942 года университет был эвакуирован в Саратов. После возвращения в Ленинград в 1945 году начался быстрый рост факультета. Количество студентов и аспирантов превысило довоенный уровень.
В 1945 году вновь создаётся кафедра статистики (заведующий — профессор Л. В. Некраш), ставшая третьей кафедрой факультета. С 1946—1947 учебного года на факультете были созданы статистическое отделение и специализация по народно-хозяйственному планированию. Министерство высшего образования разрешило развёртывание работы по специальностям современного мирового хозяйства, истории народного хозяйства и истории политической экономии.
В связи с «ленинградским делом» в 1949—1950 годах были уволены и подверглись репрессиям учёные, которых пригласил на работу А. А. Вознесенский. Шесть из семи профессоров факультета (Л. В. Некраш, В. В. Рейхардт, В. М. Штейн, А. И. Буковецкий, Я. С. Розенфельд, Раутбардт) и доценты С. М. Фирсова, С. Д. Зак, Свещинская, Варшавский были арестованы. Группа преподавателей уволена. Профессора Некраш и Рейхардт во время следствия умерли.
В 1949/50 учебном году факультет был переименован из политико-экономического в экономический.
К началу 1960-х годов факультету удалось открыть вечернее отделение и начать подготовку выпускников и по другим экономическим специальностям. Важную роль в становлении экономико-математических исследований сыграл «шестой» курс (1959/60 учебный год), на котором получили математическую подготовку выпускники факультета, сотрудники ряда НИИ Ленинграда, НИЭП Госплана. Большую роль в его организации сыграл будущий лауреат Нобелевской премии по экономике Л. В. Канторович, выпускник математического факультета ЛГУ. Одновременно было создано учебное отделение экономической кибернетики.
Экономический факультет Санкт-Петербургского университета не только положил начало университетскому экономическому образованию в СССР, но и стал общепризнанным центром подготовки экономических кадров. Практически все специальности, по которым сегодня ведётся обучение (кроме специальности «Мировая экономика»), впервые в СССР были открыты именно на этом факультете.
В 1960—1990-х годах получили «права гражданства» такие новые и не имевшие аналогов в других вузах страны специальности, как «Экономическая кибернетика» (1960) и «Экономика исследований и разработок» (1969). В 1984 году было образовано отделение прикладной социологии, на базе которого позднее возник факультет социологии. C 1990 года ведётся приём российских абитуриентов на специальность «Мировая экономика», с 1991 года открыта специальность «Экономика и управление в социальной сфере», в 1996 году — «Экономика и управление на предприятии» и «Бухгалтерский учёт и аудит». В 1998 году начался приём на специальность «Финансы и кредит» и первую ступень двухуровневого образования, традиционного для западной системы обучения — бакалавриат (направление «Экономика»), а 1999 году открылась её вторая ступень — магистратура. С 2000 года начался набор слушателей из числа студентов старших курсов других факультетов и вузов по системе параллельного обучения.
С 2001 года заслуженным учёным факультета присуждается звание «Почётный профессор СПбГУ». На данный момент его удостоены: д.э.н. А. А. Маркин (2001), д.э.н. В. А. Пешехонов (2003), д.э.н. Н. Д. Колесов (2004), д.э.н. П. Я. Октябрьский (2005), д.э.н. В. И. Котёлкин (2006), д.э.н. Г. Г. Богомазов (2007), д.э.н. Е. А. Целыковская (2008), д.э.н. Л. Д. Широкорад (2009), д.э.н. Ф. Ф. Рыбаков (2013) и д.э.н. В. Т. Рязанов (2020).
В настоящее время для поступления на экономический факультет абитуриентам необходимо сдать Единый государственный экзамен по русскому языку, математике и обществознанию. Также вуз оставляет за собой право на проведение дополнительного профильного экзамена по математике.

## Деканы
- к.э.н. А. А. Вознесенский (1940—1941)
- д.э.н. В. В. Рейхардт (1941—1947)
- д.э.н. С. А. Ильин (1948—1950)
- к.э.н. Т. А. Сонина (1950—1955)
- к.э.н. И. Д. Тихомиров (1956—1957)
- д.э.н. В. А. Воротилов (1957—1962)
- д.э.н. Н. Г. Поспелова (1963—1964)
- д.э.н. И. П. Суслов (1964—1965)
- д.э.н. Н. А. Архипов (1965—1967)
- д.э.н. В. А. Пешехонов (1967—1973)
- д.э.н. Н. А. Моисеенко (1974—1982)
- д.э.н. О. И. Ожерельев (1982—1984)
- д.э.н. Г. В. Горланов (1984—1989)
- д.э.н. В. Т. Рязанов (1989—1994)
- д.э.н. Г. Г. Богомазов (1994—1999)
- д.э.н. И. П. Бойко (1999—2010)
- к.э.н. О. Л. Маргания (c 2010)

## Кафедры
В состав факультета входят 13 кафедр:
- Кафедра экономической теории
- Кафедра экономической теории и экономической политики
- Кафедра экономической теории и социальной политики
- Кафедра истории экономики и экономической мысли
- Кафедра мировой экономики
- Кафедра управления и планирования социально-экономических процессов
- Кафедра экономики предприятия и предпринимательства
- Кафедра экономики исследований и разработок
- Кафедра статистики, учета и аудита
- Кафедра теории кредита и финансового менеджмента
- Кафедра информационных систем в экономике
- Кафедра управления рисками и страхования
- Кафедра экономической кибернетики

## Специальности
- 060100 — Экономическая теория
- 060400 — Финансы и кредит
- 080109 — Бухгалтерский учёт, анализ и аудит
- 060600 — Мировая экономика
- 060800 — Экономика и управление на предприятии
- 060810 — Управление инновациями
- 061100 — Менеджмент организации
- 061800 — Математические методы в экономике
- 080105 — Финансы и кредит (специализация страхование)
- 351400 — Прикладная информатика (в экономике)
- 521600 — Направление «Экономика» (бакалавриат)
- 080500 — Направление «Бизнес-информатика» (бакалавриат)
- 080400 — Направление «Управление персоналом» (бакалавриат)

## Аспирантура и докторантура
Подготовка в аспирантуре факультета ведется по специальностям:
- 08.00.01 — экономическая теория;
- 08.00.05 — экономика и управление народным хозяйством;
- 08.00.10 — финансы, денежное обращение и кредит;
- 08.00.12 — бухгалтерский учёт, статистика;
- 08.00.13 — математические и инструментальные методы экономики;
- 08.00.14 — мировая экономика; в докторантуре:

## Известные преподаватели
- Валдайцев, Сергей Васильевич
- Ковалёв, Валерий Викторович
- Котов, Иван Васильевич
- Соколов, Ярослав Вячеславович
- Тюльпанов, Сергей Иванович
- Широкорад, Леонид Дмитриевич

## Известные выпускники
- Волков, Вадим Викторович
- Грибаускайте, Даля
- Илларионов, Андрей Николаевич
- Карпов, Анатолий Евгеньевич
- Кудрин, Алексей Леонидович
- Лурье, Лев Яковлевич
- Мартынов, Владлен Аркадьевич
- Медведев, Вадим Андреевич
- Южанов, Илья Артурович